# Heliacus mighelsi
Heliacus mighelsi is een slakkensoort uit de familie van de Architectonicidae. De wetenschappelijke naam van de soort is voor het eerst geldig gepubliceerd in 1853 door Philippi.